# ایزیدور رینر
ایزیدور رینر (به انگلیسی: Isidor Rayner) سناتور سابق عضو حزب دموکرات ایالات متحده آمریکا بود. وی در سال ۱۹۰۵ تا ۱۹۱۲ میلادی سناتور ایالت مریلند در سنای ایالات متحده آمریکا بود.